# Борисов Олексій
Олексій Борисов (рос. Алексей Борисов; нар. 1 червня 1983 року, Севастополь, УРСР) — український та російський яхтсмен.
Брав участь у літніх Олімпійських іграх 2012 року у класі фінн серед чоловіків.
У 2014 році, після анексії Севастополя, Криму Росією, він отримав російське громадянство як Олексій Борисов.